# Ahmed Marei
Ahmed Mohamed Marei (in arabo أحمد محمد مرعي‎?; 5 gennaio 1959) è un ex cestista e allenatore di pallacanestro egiziano.
È il padre di Assem Marei.

## Carriera
Con l'Egitto ha disputato i Giochi olimpici di Los Angeles 1984.